# Lịch sử kinh tế Trung Quốc
Lịch sử kinh tế của Trung Quốc được trình bày trong các bài viết sau đây:
- Lịch sử kinh tế Trung Quốc trước năm 1912 là phần nói về lịch sử kinh tế của Trung Quốc trong thời kỳ cổ đại và thời kỳ đế chế, tức là trước khi nước Cộng hòa Trung Hoa được thành lập vào năm 1912.
  - Kinh tế nhà Hán (202 TCN – 220 SCN)
  - Kinh tế nhà Tống (960–1279)
  - Kinh tế nhà Minh (1368–1644)
  - Kinh tế nhà Thanh (1644–1912)
- Lịch sử kinh tế Trung Quốc (1912–1949) là phần nói về lịch sử kinh tế của Trung Hoa Dân Quốc trong giai đoạn nắm quyền kiểm soát phần lớn lãnh thổ Trung Quốc đại lục, từ năm 1912 đến năm 1949. Đối với lịch sử kinh tế của Trung Hoa Dân Quốc sau năm 1949, khi chỉ còn kiểm soát khu vực Đài Loan, vui lòng xem thêm tại mục: Lịch sử kinh tế Đài Loan#Lịch sử hiện đại.
- Lịch sử kinh tế Trung Quốc (từ năm 1949-nay) là phần nói về lịch sử kinh tế của nước Cộng hòa Nhân dân Trung Hoa.